# Lobulogobius
Lobulogobius  é um género de peixe da família Gobiidae e da ordem Perciformes.

## Espécies
- Lobulogobius morrigu (Larson, 1983)[3]
- Lobulogobius omanensis (Koumans, 1944)[4][5][6][7][8][9][10][11]